# رضوانکده
رضوانکده(می آباد)، روستایی از توابع بخش مرکزی شهرستان ملایر در استان همدان ایران است.
انگور یاقوتی درشت از عمده محصولات کشاورزی این روستا می باشد

## جمعیت
این روستا در دهستان موزاران قرار دارد و براساس سرشماری مرکز آمار ایران در سال ۱۳۹۵، جمعیت آن ۱۶۱۸ نفر (۵۳۴خانوار) بوده‌است.